# 환희 (1996년 영화)
"환희"(Joy)는 한국에서 제작된 엄종선 감독의 1996년 드라마 영화이다. 윤일봉 등이 주연으로 출연하였고 도동환 등이 제작에 참여하였다.

## 출연

### 주연
- 윤일봉
- 도지혜

### 조연
- 김경응
- 정호대
- 민복기
- 주호성
- 이재영
- 윤동원
- 장철
- 오도규

## 기타
- 촬영부: 장재기
- 조명: 김진도
- 의상: 신경심